# 锯水狼蛛
锯水狼蛛（学名：Pirata serrulatus）为狼蛛科水狼蛛属的动物。在中国大陆，分布于黑龙江等地。该物种的模式产地在黑龙江。
其种加词“Serrulatus”意为“有小锯齿的”。